# Corren
Corren és una cançó de rock català que va ésser popularitzada pel grup Gossos. Va ésser editada per primer cop l'any 2007 en la segona cançó del novè disc del grup manresà Gossos, Oxigen. "Corren" s'ha convertit en una de les cançons més conegudes del grup i en una de les més reeixides de la música en català en general.
La versió de la cançó en el disc Oxigen va comptar amb la col·laboració del barceloní Dani Macaco que editava per primer cop una cançó en català.
En els premis Enderrok 2008 el videoclip de "Corren" es va endur el premi al millor videoclip segons votació popular. En aquest mateix certamen, també s'endugueren el premi a millor grup pop rock i el de millor disc (Oxigen) també segons votació popular.